# 酒精反应
酒精反应，又称酒精性潮紅反應（英語：Alcohol flush reaction）、亞洲人潮紅症候群，俗称上脸，是指部分人在饮用酒類飲料后，在臉部、頸部、肩部以及有時是全身出現的潮紅或是紅色斑塊的情況。酒精（乙醇）經攝入後，會受到代謝分解而產生乙醛副產品，由於飲者體內乙醛脫氫酶不足，無法迅速將乙醛轉化為乙酸，乙醛因此累積，而造成這種情況。
這種症候群會讓飲酒者在酒後感覺不舒服，可能因此較不喜酗酒。然而會有這種症候群的人仍然飲酒，之後與罹患食道癌的風險增加有關聯。
身體發燙的潮紅反應在東亞人中很常見，大約有30%到50%的中國人、日本人和韓國人在飲酒後會有這種生理反應，包括面部潮紅、噁心、頭痛、和心跳過速。
治疗酗酒药物双硫仑原理与酒精反应类似，通过降低乙醛脱氢酶的反应，让服药者产生酒精反应并因此不喜酗酒。

## 醫學徵象

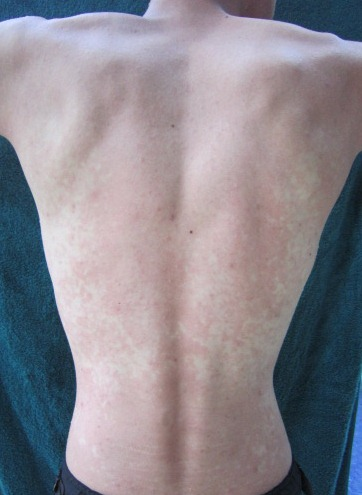
一位東亞人酒後，背部顯示酒精性潮紅反應的結果。

曾經歷過酒精性潮紅反應的人可能不會太容易發生酗酒的情況。雙硫侖有時被用於治療酗酒，作用是透過抑制乙醛脫氫酶的作用，導致飲酒者體內的乙醛濃度增加5到10倍。由此產生令人不舒服的潮紅反應，往往會讓人打消再去飲酒的念頭。
潮紅反應最明顯的症狀是飲酒者的面部和身體泛紅。其他的影響還包括“噁心、頭痛和全身不適”。
許多酒精引發呼吸反應，包括鼻炎，以及哮喘惡化，會在飲酒後1-60分鐘內發生，與導致潮紅反應的原因相同。

## 遺傳學
在具有東亞人血統的人身上所發生的酒精性潮紅反應最廣為人知。因此，這種情況通常被稱為“亞洲紅臉症”（Asian flush，或是Asian glow）。
大約有30-50%的東亞人具有ALDH2*2線粒體 (rs671)等位基因，這種基因會減弱乙醛脫氫酶分解乙醛的功能，這是種導致全球大多數酒精性潮紅反應的原因。根據國際人類基因組單體型圖計劃（簡稱HapMap計劃）分析，有30%~50%具有中國、日本和韓國血統的人身上至少有一個ALDH2*2等位基因，而在歐洲人和撒哈拉以南非洲的人中很少見。

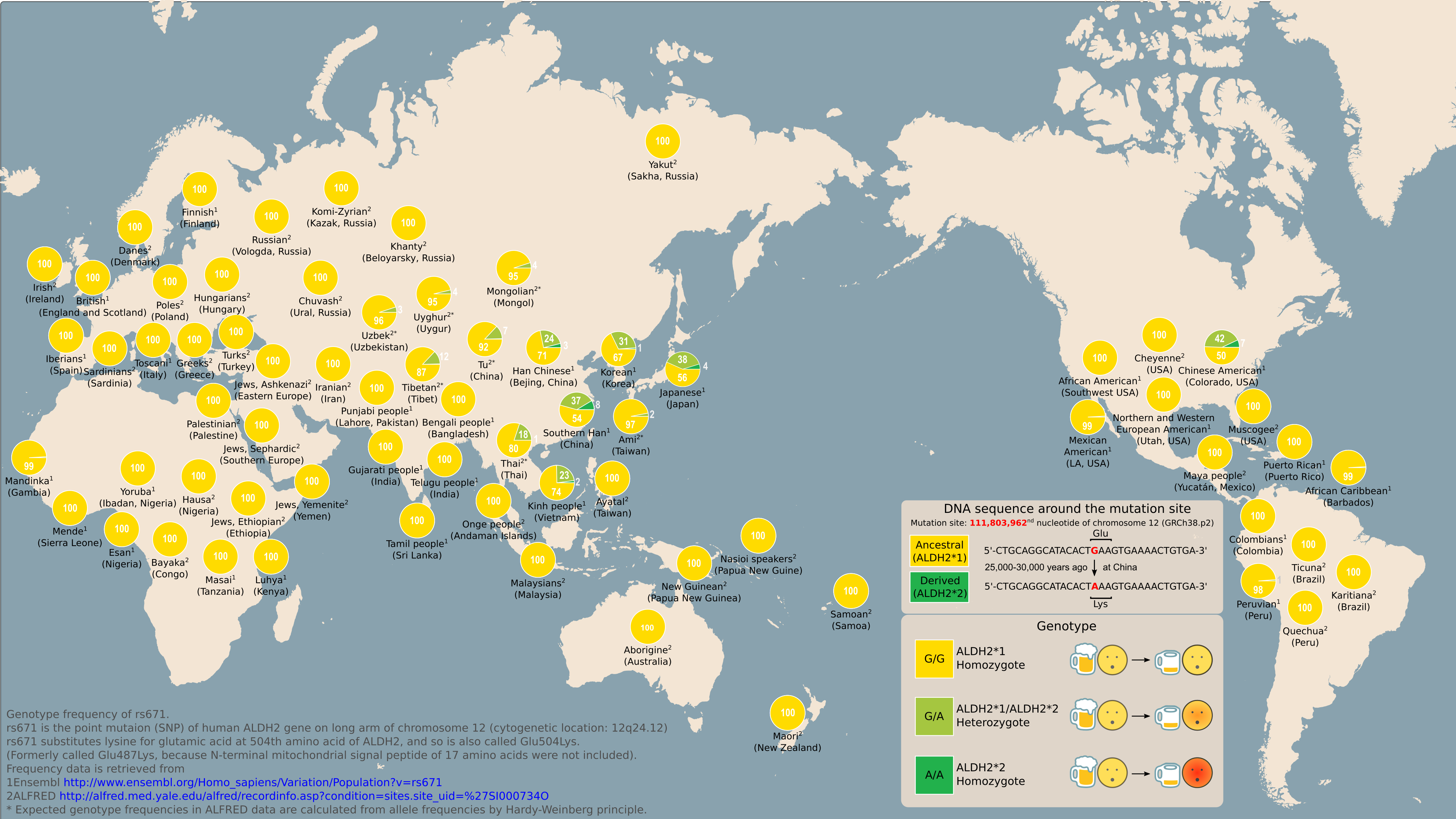
全球ALDH2（rs671）基因型頻率分佈圖。

RS671等位基因起源於東亞，在中國東南部最為常見，很可能起源於中國中部的漢人，並且似乎是遺傳上定向選擇的結果。另一項分析表示這種等位基因的傳播與中國南方水稻種植的興起有關聯。發生這種定向選擇的原因尚不清楚，但有種假設，即人體乙醛濃度升高可能會保護人們避免某些寄生蟲（例如溶組織內阿米巴）的感染。
此外，在大約80%的東亞人身上有另一種基因變異(等位基因ADH1B * 2)，這種基因變異比其他地區人們身上的基因變異，更會導致乙醇脫氫酶把酒精快速轉化為有毒性的乙醛，加劇人體內乙醛的積累速率。

## 病理生理學
由於缺乏ALDH2酶而導致面部潮紅的人可能是基因純合子，具有兩個低活性等位基因，或者是基因雜合子，具有一個低活性和一個正常等位基因。具有純合子遺傳基因的人會在大量飲酒時產生不舒服的感覺，通常會因此而預防他們罹患食道癌的風險，而具有雜合子遺傳的人沒受不舒服感覺的影響，而能繼續飲酒。然而，缺乏ALDH2酶的飲酒者與不缺乏的人比較，罹患食道癌的風險可達到4至8倍的程度。
由於大多數東亞人的抗利尿激素（ADH）基因存在變異，而這種變異把罹患食道癌的風險降低4倍。然而, 有ALDH2酶缺陷，卻有沒這種ADH變異的的人罹患癌症的風險最高，因為這類人接觸唾液中乙醛的時間較長，而導致風險倍增。
雙硫侖的臨床使用也顯示乙醛是導致潮紅的原因，由於雙硫侖透過抑制ALDH酶而阻礙體內乙醛的清除。人體高乙醛濃度後產生的症狀與酒精性潮紅（皮膚潮紅、心率加快、呼吸急促、抽動性頭痛、精神困惑、和視力模糊）相似。

## 診斷
要測量酒精引起的潮紅反應程度，最準確的方法是測定血液中的乙醛水準。可透過呼氣式酒精檢測儀或血液酒精濃度（BAC）檢驗來做測量。此外，透過基因檢測，以衡量乙醇脫氫酶和乙醛脫氫酶的含量，可預測一個人的反應程度。

## 流行病学
研究表明，具有酒精性脸红反应的人每天喝两瓶啤酒，食道癌发生率是不会脸红的人的6-10倍。
有研究指出具有酒精反应的人群，酗酒率也较低。这可能与饮酒带来负面反应导致此人群饮酒较少相关。

## 類似潮紅情況
- 由於乙醇的直接作用，在多數情況下會出現酒精引發呼吸反應，包括鼻炎，還有哮喘惡化。
- 酒糟鼻，也稱為琴酒花（gin blossoms），是一種慢性面部皮膚病，由於微血管反應過度，導致潮紅或蛛網紋而呈現泛紅現象。酒糟鼻因為它的外觀與與攝入酒精的面部暫時性潮紅相似，曾被錯誤歸因於酗酒所造成。
- 去油污劑潮紅：一種因為在吸入三氯乙烯 (TCE) 之前，或在吸入期間飲酒而引起的潮紅狀況，TCE是種有機溶劑，被懷疑具有致癌特性。
- 類癌症候群：酒精、壓力、和某些食物所導致的嚴重潮紅發作。這種情況也可能與劇烈腹瀉、喘鳴、和體重降低有關聯。
- 紅耳症候群（英语：Red ear syndrome），[20]在眾多的原因中，有人認為也可能是由於飲酒所造成。[21]